# Maxillaria saueri
Maxillaria saueri är en orkidéart som beskrevs av Eric Alston Christenson. Maxillaria saueri ingår i släktet Maxillaria och familjen orkidéer. Inga underarter finns listade i Catalogue of Life.